# Kárelv
A kárelv a liberális jogfilozófia egyik alapelve, mely szerint az állam vagy a közösség csak akkor avatkozhat be az egyének életébe, ha ezzel megelőzi, hogy kárt okozzanak a közösség többi tagjának. A kárelv az egyének életébe történő beavatkozásnak csak szükséges, de nem elégséges feltétele. 

## Története
A fogalom Francis Beccaria-tól ered, tőle vette át James Mill és John Stuart Mill. Egyik legegyszerűbb megfogalmazását John Stuart Mill adta a "Szabadságról" (On Liberty) című könyvében:
"Az egyetlen cél, amelynek érdekében jogosan lehet egy civilizált közösség bármely tagjával szemben – akarata ellenére – erőszakot alkalmazni, mások sérelmének megakadályozása. Az ő saját – fizikai vagy erkölcsi – java nem elégséges indok erre. Nem lehet jogosan kényszeríteni valamire, vagy visszatartani valamitől azért, mert ez jobb lenne neki, mert ettől boldogabb lenne, vagy mert – mások szerint – ez lenne a bölcs, netán a helyes dolog. Mindez jó ok lehet arra, hogy rábeszéljék, megkérjék vagy meggyőzzék őt, ám arra nem, hogy kényszerítsék, vagy hogyha másként cselekszik, megbüntessék."
Az állam csak akkor alkalmazhat kényszert, ha az a másoknak okozott kár megakadályozását szolgálja.
John Stuart Mill nem adott explicit definíciót a kár fogalmára. On Liberty című művében megemlít néhány eseményt, ami minden esetben kárnak minősül arra nézve, akivel történik:
- halál,
- fizikai sérülés,
- ha akarata ellenére fogva tartanak valakit,
- hírnéven esett sérelem,
- üzleti veszteség,
- kényszer vagy csalás általi korlátozás,
- megszegett ígéret,
- be nem tartott szerződés,
- megtévesztés,
- ha nem védik meg az embert harmadik személy okozta sérüléstől.

Különbséget lehet tenni az egyén csak önmagát érintő, és másokat is érintő cselekedetei között, s mivel az első csoportba tartozó cselekedetek bizonyosan nem okoznak kárt másoknak, ezért az ilyen cselekedeteket indokolatlan megtiltani. Az elv lényege nem az, hogy az államnak joga van az egyén szabadságát korlátozni abban az esetben, ha magatartása más személynek kárt okoz, hanem, hogy az egyén szabadsága más okból nem korlátozható.
John Stuart Mill szerint a kárelv sem kivétel nélküli szabály, vannak olyan körülmények, amikor a társadalom igazolhatóan avatkozhat be egyének életébe, még akkor is ha azok nem ártanak másoknak. Egyrészt a kárelv nem alkalmazható, ha az illető gyermek, ugyanis amíg valaki nem éri el a felnőttkort (amit a társadalom is elismer), szüksége lehet védelemre saját cselekedeteivel szemben. Másrészt nem alkalmazható elmaradott, barbár társadalmakra. Sem a gyermekek, sem a barbárok nem jutottak még el arra a fejlődési szintre, ahol az erő a vitás kérdések szabad és egyenlő megtárgyalásával helyettesíthető lenne. Ha elérik, a kárelv alkalmazható velük szemben is. Ahhoz, hogy segítsünk felismerni az egyéneknek, mi a jó nekik, elég csak beszélni velük. Ha nem értenek velünk egyet, az nem azért van, mert nem értik amit mondunk, vagy képtelenek válaszolni, hanem egyszerűen azért, mert nem értenek egyet velünk abban, hogy mi a jó nekik, amit nem helyes erővel megváltoztatni.
A kárelv az egyének életébe történő beavatkozásnak csak szükséges, de nem elégséges feltétele. Egy cselekedetnek másokra nézve károsnak kell lennie ahhoz, hogy jogosan tiltsák, de az, hogy valami káros, még nem elegendő ok arra hogy betiltsák. Így például a szabad gazdasági versengés káros, mert oda vezet, hogy egyesek elvesztik a pénzüket, munkájukat, de John Stuart Mill szerint az üzleti versengés többel járul hozzá a társadalom összes hasznához, mint annak tiltása. A társadalomnak csak akkor kell beavatkoznia valaki cselekedeteibe, ha az kárt okozna másoknak, és ha beavatkozni hasznosabb, mint nem beavatkozni. 
John Stuart Mill kiterjesztette a kárelvet cselekedetek elmulasztására is. A társadalom így, bizonyos körülmények között kényszeríthet egyeseket arra, hogy másokon segítsenek, például a társadalmat érő támadás elleni védekezésre, vagy arra, hogy megmentse valaki életét (például kimentsen valakit a vízből), vagy hogy tanúskodjon a bíróságon. Az ilyen cselekedetek elmulasztása erkölcstelennek, vagy törvénytelennek minősülhet.
A 20. században többek közt Joseph Raz adta a kárelv újabb megfogalmazását. Joseph Raz elméletében az egyének autonómiája, mint cél, elsőbbséget élvez a kárelvvel szemben. A társadalom így jogosan akadályozhatja az egyént, közvetlenül csak önmagára káros cselekedeteiben is. „Mivel az autonómiához fűződő érdekünk abból ered, hogy lehetővé teszi a jó életet, ezért okot ad arra, hogy biztosítsuk az autonómiát, mely értékes lehet.” Az egyéni kárelv mellett, mely akkor lép fel, ha valaki egy másik konkrét személyre jelent nyilvánvaló és aktuális veszélyt, létezik még úgynevezett közösségi kárelv (public harm principle) is, mely korlátozást vezet be azzal az alapos okkal, hogy megelőzze, illetve elkerülje az intézményesített szokások megkárosítását.